# 香料烤雞咖哩
香料烤雞咖哩（英語：Chicken Tikka Masala）是一種印度的咖哩雞。此菜的起源地不明，很有可能是印度的旁遮普或印度移民在蘇格蘭的格拉斯哥製成。
此菜在英國廣受歡迎，其名氣在非英國食品中僅次於中國式熱炒，被公認為是英國的國菜之一。勞勃·庫克曾誇讚本菜完美代表了英國的多元文化融合。
香料烤雞咖哩中的Chicken Tikka意為烤雞肉塊，是將用酸奶醃漬過的雞肉塊放入馕坑烤製而成。隨後將雞肉塊加入咖哩中。咖哩的食譜不固定，但大部分皆會使用纯番茄汁、鮮奶油、椰奶和各種不同的辛香料。和米飯或烤餅、馕等一起吃。咖哩的橘色則是因薑黃、辣椒粉或食用色素導致的。有些餐廳會在最後加入菜椒以增加口感。
此菜和另一道印度名菜奶油咖哩雞做法相似。

## 延伸阅读
- Curry Club Tandoori and Tikka Dishes, Piatkus, London — ISBN 0-7499-1283-9 (1993)
- Curry Club 100 Favourite Tandoori Recipes, Piatkus, London — ISBN 9780749914912 (1995)
- India: Food & Cooking, New Holland, London — ISBN 978-1-84537-619-2 (2007)